# Coppa (contenitore)

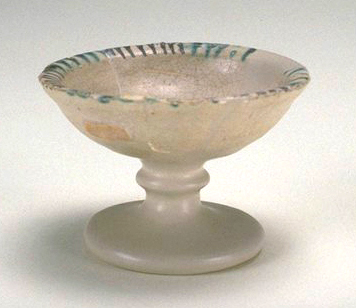
Coppa medioevale in maiolica dipinta in verde ramina. Faenza metà del XIV secolo

Una coppa è un contenitore per bere, di modulo allargato, generalmente emisferico, più ampio che alto e dunque poco profondo. Una coppa può essere fabbricata in diversi materiali: vetro, ceramica, metallo.
Per metonimia il termine designa anche il contenuto di questo recipiente («bere una coppa di vino»).

## Manufatto

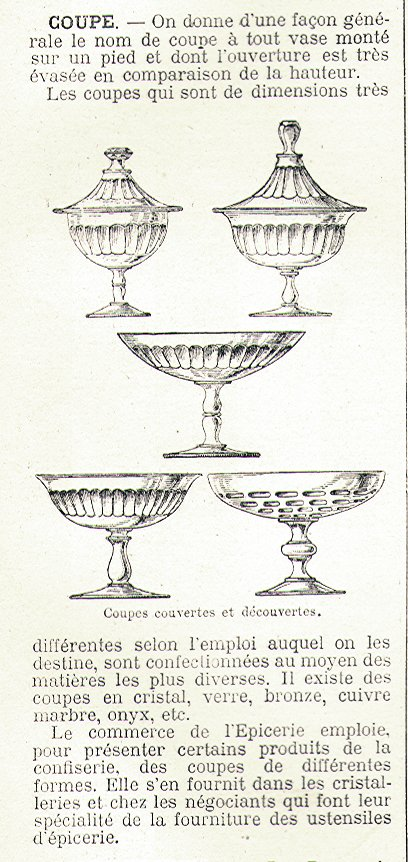
Differenti forme di Coppe. Immagine della pagina numero 79, che proviene dal Dictionnaire encyclopédique de l'épicerie et des industries annexes di Albert Seigneurie, stampato da L'Épicier nel 1904

Una coppa da bere è fornita di un piede unico ed è, al giorno d'oggi, generalmente in cristallo. Si utilizzava (all'incirca sino agli anni '70) soprattutto come coppa di Champagne o di spumante (da allora si utilizzano diverse interpretazioni di bicchiere flûte). La coppa, al giorno d'oggi, è a volte utilizzata per gli spumanti dolci quali l'Asti o il Brachetto o, anche se non molto diffusi, spumanti dolci non aromatici (ad esempio i rarissimi champagne doux).
La leggenda afferma che la figura del bicchiere a coppa da champagne sia stata modellata sul seno di Maria Antonietta, Giuseppina di Beauharnais e Madame de Pompadour. In realtà è stato progettato per lo champagne in Inghilterra nel 1663, precedendo quello degli aristocratici francesi quasi un secolo prima.
Rare coppe a forma di calice furono prodotte in ceramica, sin dal XIV secolo, ingentilite da semplici tocchi di colore. Nel periodo che va dal XV al XVII secolo venivano chiamate coppe anche i piatti più o meno fondi, con o senza piede, prodotti in maiolica. Una variante della coppa era la "crespina" caratterizzata dall'orlo ondulato e dalla superficie baccellata, scanalata o increspata (da cui crespina) e a volte lavorata a trafori. Nella parte interna sia le coppe sia le crespine potevano essere decorate con temi istoriati, in cui si sono cimentati grandi maestri ceramici, realizzando veri e propri capolavori d'arte. Più tardi i decori si esprimeranno in esili e solitarie figure su fondo bianco circondate da aeree ghirlande. I colori, in questo caso, saranno quelli tipici della tavolozza languida secondo lo stile compendiario (dalla meta del XVI a tutto il XVII secolo).
Una coppa generalmente senza piede, di dimensione variabile, può anche servire a ricevere vari prodotti alimentari, in particolare frutta, macedonia, gelato.

## Simbolo
La coppa, solitamente chiamata calice, ha un ruolo importante nelle tradizioni e nei riti della religione cristiana. Infatti Gesù, durante l'Ultima Cena, passò la propria coppa ai discepoli perché potessero bere il vino contenuto, da Lui consacrato. Tale coppa, in qualche tradizione medioevale, prese il nome di Santo Graal.

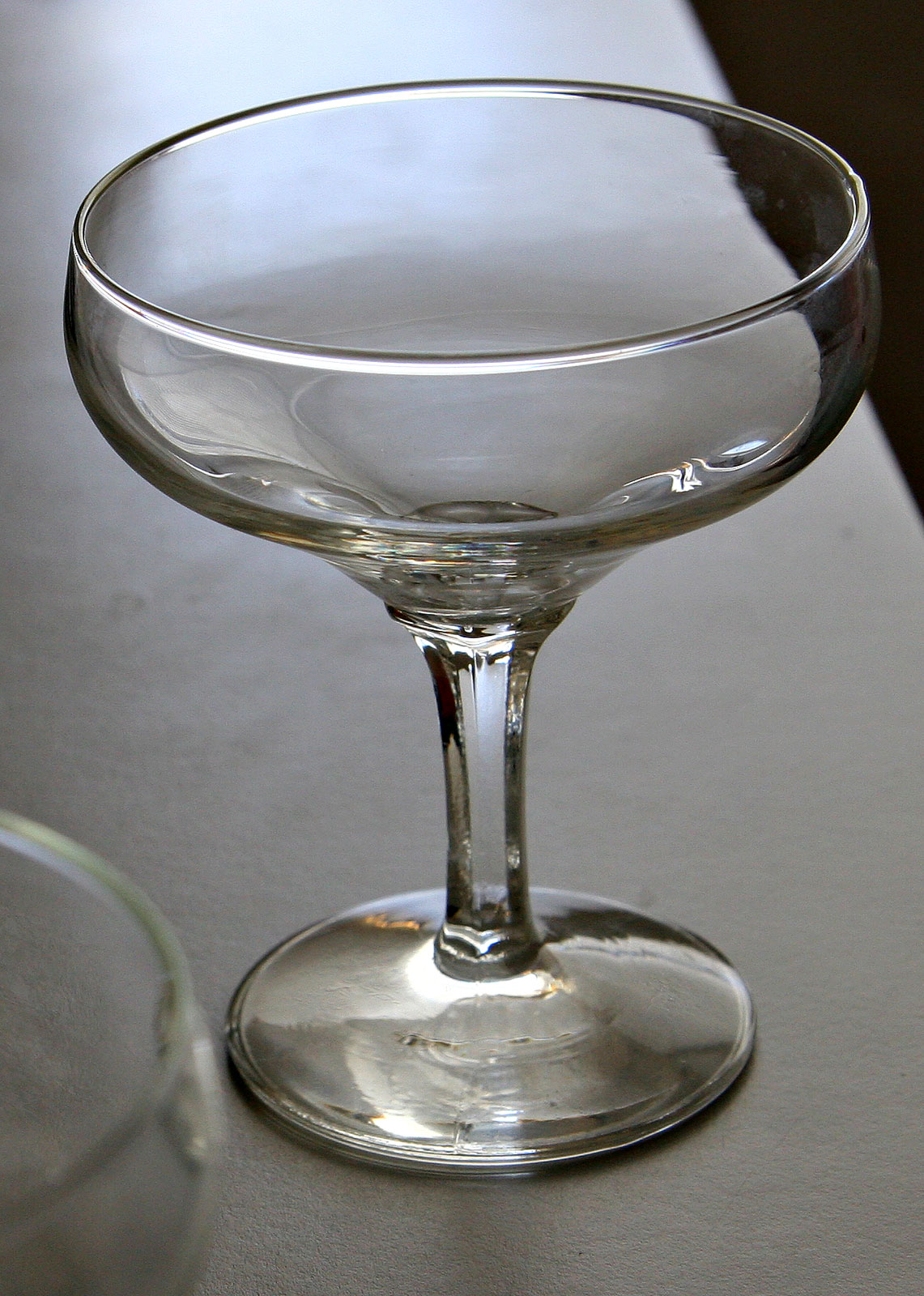
Una coppa classica da spumanti dolci

Spesso, per esprimere l'idea di punizione, di giudizio divino inesorabile, si utilizza l'espressione «bere la coppa», o anche «bere la coppa della rabbia di Dio».
Al tempo stesso, peraltro, per la sua attinenza con la convivialità e l'alcool, la coppa è considerata simbolo di piacere e di disinganno.
Oggi è anche emblema di vittoria e ricompensa soprattutto nelle competizioni sportive, dove viene spesso  elargita come trofeo.

## Espressioni
- «Il seno deve essere grande come una coppa di Champagne»: definizione per un seno perfetto.
- «Egli l'ha lontano dalla coppa alle labbra»: un progetto può incontrare ostacoli.
- «Bere la coppa fino alla scoria»: sopportare fino alla fine un male, una sofferenza.